# Lynnville (Indiana)
Lynnville es un pueblo ubicado en el condado de Warrick en el estado estadounidense de Indiana. En el Censo de 2010 tenía una población de 888 habitantes y una densidad poblacional de 173,34 personas por km².

## Geografía
Lynnville se encuentra ubicado en las coordenadas 38°11′49″N 87°18′55″O / 38.19694, -87.31528. Según la Oficina del Censo de los Estados Unidos, Lynnville tiene una superficie total de 5.12 km², de la cual 4.51 km² corresponden a tierra firme y (11.93%) 0.61 km² es agua.

## Demografía
Según el censo de 2010, había 888 personas residiendo en Lynnville. La densidad de población era de 173,34 hab./km². De los 888 habitantes, Lynnville estaba compuesto por el 98.87% blancos, el 0.11% eran afroamericanos, el 0.23% eran amerindios, el 0% eran asiáticos, el 0% eran isleños del Pacífico, el 0% eran de otras razas y el 0.79% pertenecían a dos o más razas. Del total de la población el 0.79% eran hispanos o latinos de cualquier raza.